# Sonja Henie
Sonja Henie (ur. 8 kwietnia 1912 w Oslo, zm. 12 października 1969) – norweska łyżwiarka figurowa. Trzykrotna mistrzyni olimpijska (1928, 1932, 1936), 10-krotna mistrzyni świata (1927–1936), 6-krotna mistrzyni Europy (1931–1936) oraz 10-krotna mistrzyni Norwegii (w tym trzykrotnie w parach sportowych). Po zakończeniu kariery amatorskiej w 1936 została aktorką, a następnie patronką sztuki.

## Kariera

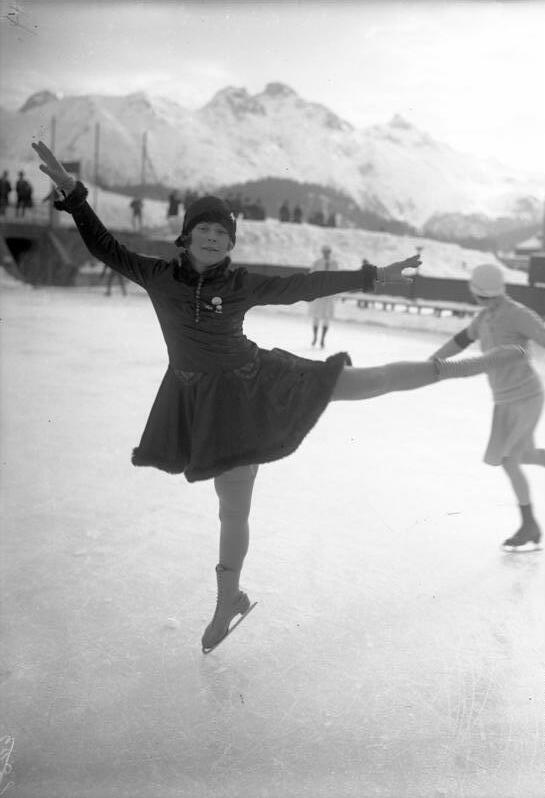
Mistrzostwa świata 1931

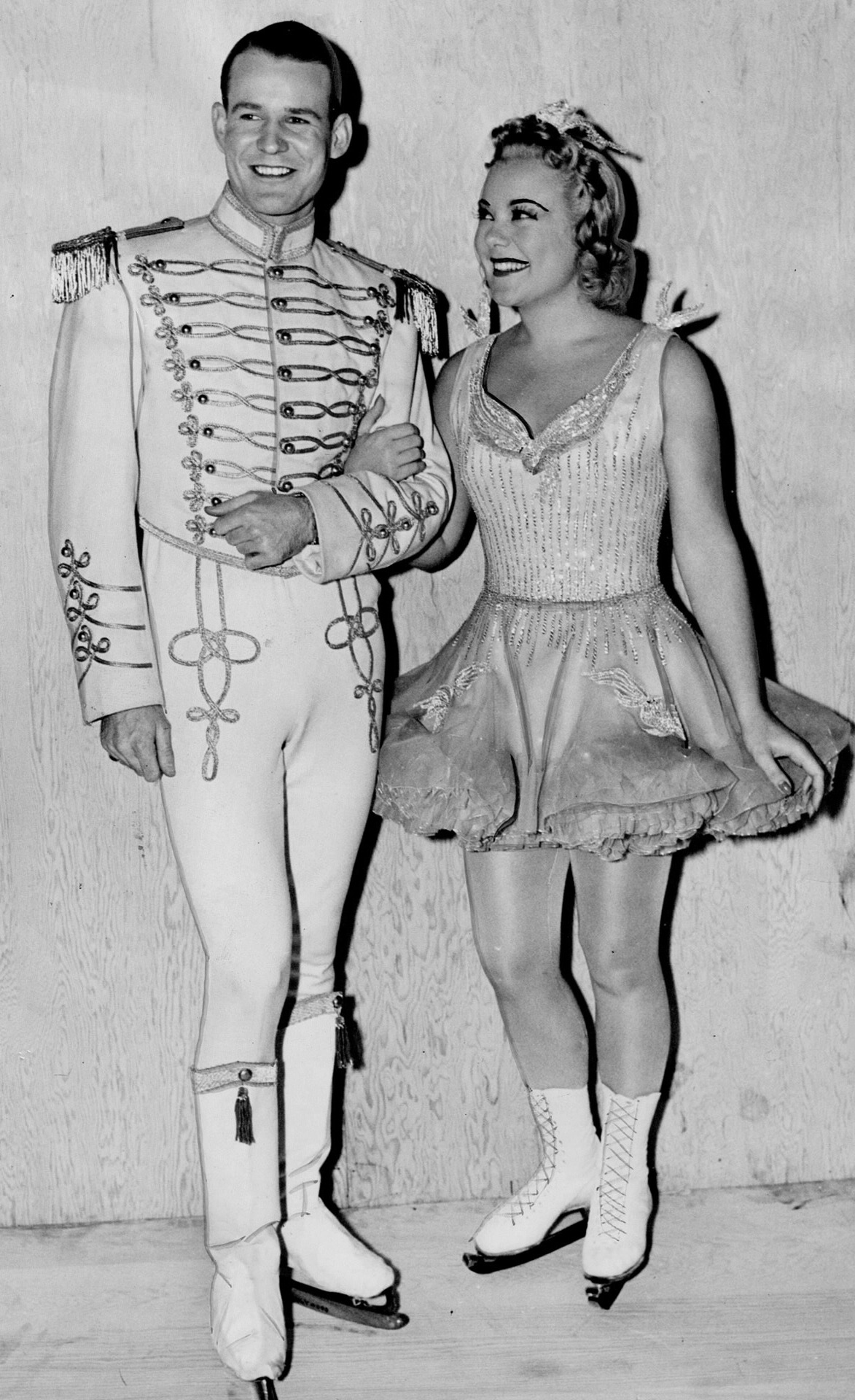
Stewart Reburn i Sonja Henie (1938)

Startując na igrzyskach w 1924, jako jedenastolatka, została najmłodszą w historii olimpijką. Aż do 1997 była najmłodszą w historii mistrzynią świata w łyżwiarstwie figurowym, a do 1998 – najmłodszą w historii łyżwiarstwa mistrzynią olimpijską. W obu przypadkach rekord został pobity o kilkanaście tygodni przez Amerykankę – Tarę Lipinski.
Podczas swojej kariery oprócz regularnych treningów miała nauczanie indywidualne w Niemczech, Anglii, Szwajcarii i Austrii. Ponadto studiowała balet w Londynie i zajmowała się choreografią swoich programów łyżwiarskich. Przez cały czas podróżowała ze swoją matką, która pomagała jej w karierze.
Po zakończeniu amatorskiej kariery łyżwiarskiej w 1936, zajęła się występami w rewiach łyżwiarskich w Stanach Zjednoczonych oraz grą aktorską.

### Życie prywatne
Henie była zamężna trzykrotnie. W latach 1940–1946 jej mężem był baseballista Dan Topping, następnie w latach 1949–1956 Winthrop Gardiner Jr. Jej trzeci mąż Niels Onstad (1956–1969, jej śmierć) był norweskim mecenasem sztuki, a po zakończeniu kariery łyżwiarskiej Henie małżeństwo osiedliło się w Oslo, gdzie wspólnie zebrali dużą kolekcję sztuki nowoczesnej wystawianą później w muzeum Henie Onstad w Bærum niedaleko Oslo.

### Śmierć
Zmarła 12 października 1969 w wieku 57 lat, po dziewięciu miesiącach walki z białaczką, w trakcie lotu samolotem medycznym z Paryża do Oslo.

## Osiągnięcia

### Solistki
| Zawody               | 1923           | 1924           | 1925           | 1926           | 1927           | 1928           | 1929           | 1930           | 1931           | 1932           | 1933           | 1934           | 1935           | 1936           |                |                |                |
| Międzynarodowe       | Międzynarodowe | Międzynarodowe | Międzynarodowe | Międzynarodowe | Międzynarodowe | Międzynarodowe | Międzynarodowe | Międzynarodowe | Międzynarodowe | Międzynarodowe | Międzynarodowe | Międzynarodowe | Międzynarodowe | Międzynarodowe | Międzynarodowe | Międzynarodowe | Międzynarodowe |
| -------------------- | -------------- | -------------- | -------------- | -------------- | -------------- | -------------- | -------------- | -------------- | -------------- | -------------- | -------------- | -------------- | -------------- | -------------- | -------------- | -------------- | -------------- |
| Igrzyska olimpijskie |                | 8              |                |                |                | 1              |                |                |                | 1              |                |                |                | 1              |                |                |                |
| Mistrzostwa Świata   |                | 5              |                | 2              | 1              | 1              | 1              | 1              | 1              | 1              | 1              | 1              | 1              | 1              |                |                |                |
| Mistrzostwa Europy   |                |                |                |                |                |                |                |                | 1              | 1              | 1              | 1              | 1              | 1              |                |                |                |
| Krajowe              |                |                |                |                |                |                |                |                |                |                |                |                |                |                |                |                |                |
| Mistrzostwa Norwegii | 1              | 1              | 1              | 1              | 1              | 1              | 1              |                |                |                |                |                |                |                |                |                |                |

### Pary sportowe
| Zawody               | 1926           | 1927           | 1928           |                |                |                |                |                |                |                |                |                |                |                |                |                |                |
| Międzynarodowe       | Międzynarodowe | Międzynarodowe | Międzynarodowe | Międzynarodowe | Międzynarodowe | Międzynarodowe | Międzynarodowe | Międzynarodowe | Międzynarodowe | Międzynarodowe | Międzynarodowe | Międzynarodowe | Międzynarodowe | Międzynarodowe | Międzynarodowe | Międzynarodowe | Międzynarodowe |
| -------------------- | -------------- | -------------- | -------------- | -------------- | -------------- | -------------- | -------------- | -------------- | -------------- | -------------- | -------------- | -------------- | -------------- | -------------- | -------------- | -------------- | -------------- |
| Mistrzostwa Świata   | 5              |                |                |                |                |                |                |                |                |                |                |                |                |                |                |                |                |
| Krajowe              |                |                |                |                |                |                |                |                |                |                |                |                |                |                |                |                |                |
| Mistrzostwa Norwegii | 1              | 1              | 1              |                |                |                |                |                |                |                |                |                |                |                |                |                |                |

## Filmografia
- 1958: Hello London jako ona sama
- 1943: Wintertime jako Nora
- 1942: Iceland jako Katina Jonsdottir
- 1941: Serenada w Dolinie Słońca (Sun Valley Serenade) jako Karen Benson
- 1939: Second Fiddle jako Trudi Hovland
- 1939: Everything Happens at Night jako Louise Favers
- 1938: My Lucky Star jako Krista Nielsen
- 1937: Thin Ice jako Lili Heiser
- 1936: One in a Million jako Greta „Gretchen” Muller

## Nagrody i odznaczenia
- International Women's Sports Hall of Fame – 1982
- Światowa Galeria Sławy Łyżwiarstwa Figurowego – 1976[3]
- Aleja Gwiazd w Los Angeles (ang. Hollywood Walk of Fame) – Film kinowy (ang. Motion pictures) (6101 Hollywood Boulevard)[4]
- Honorowy skoczek i matka chrzestna 508. Pułku Piechoty Spadochronowej, 82. dywizji powietrznodesantowa, Fort Bragg w Karolinie Północnej – 1945[5]
- Krzyż Kawalerski I Klasy Orderu Świętego Olafa – 1938